# Christian Thomasius
Christian Thomasius (* 1. Januar 1655 in Leipzig; † 23. September 1728 in Halle (Saale)) war ein deutscher Jurist, Publizist und Philosoph. Er gilt als Wegbereiter der Frühaufklärung in Deutschland und wird gelegentlich als „Vater der deutschen Aufklärung“ bezeichnet. Thomasius trug durch sein Eintreten für eine humane Strafordnung im Sinne der Aufklärung wesentlich zur Abschaffung der Hexenprozesse und der Folter bei.

## Leben

### Jugend und Studium
Christian Thomasius wurde am 1. Januar 1655 in Leipzig als Sohn des Philosophen Jakob Thomasius, Lehrer von Gottfried Wilhelm Leibniz, geboren. Im Sommersemester 1669 nahm er sein Studium an der Philosophischen Fakultät der Universität Leipzig auf. Am 20. November 1669 erlangte er den akademischen Grad eines Baccalaureus, am 25. Januar 1672 den eines Magisters.
Unter dem Eindruck einer Vorlesung seines Vaters über Hugo Grotius’ De jure belli ac pacis und Samuel von Pufendorfs Jus naturae et gentium wandte sich Thomasius der Rechtswissenschaft zu und studierte ab dem Wintersemester 1675 an der Universität Viadrina in Frankfurt (Oder) bei Johann Friedrich Rhetz und Samuel Stryk. 1678 erschien seine Dissertationsschrift De Iure Circa Frumentum, 1679 schloss er das Jurastudium mit der Promotion erfolgreich ab. Anschließend gab Thomasius an der Viadrina selbst juristische Vorlesungen.

### Leipziger Zeit
1679 zog Thomasius zurück in seine Heimatstadt Leipzig. Hier arbeitete er vorwiegend als Anwalt und hielt Privatvorlesungen über das Naturrecht von Grotius und Pufendorf. Im Februar 1680 heiratete er die gleichaltrige Auguste Christine Heyland, mit der er sechs Kinder hatte. Wohl vor allem das Studium von Pufendorfs Apologia pro se et suo libro aus dem Jahr 1674 bewirkte bei Thomasius „eine völlige Abkehr von seinen bisherigen Auffassungen […], insbesondere vom orthodoxen Naturrecht“. So stellte er etwa in der 1685 veröffentlichten Schrift De Crimine Bigamiae die Bigamie, damit über Pufendorf hinausgehend, nach äußerstem Naturrecht als erlaubt hin.
Am 31. Oktober 1687, dem Reformationstag, kündigte Thomasius am Tor der Leipziger Universitätskirche unter dem Titel Discours Welcher Gestalt man denen Frantzosen in gemeinem Leben und Wandel nachahmen solle? eine deutschsprachige Vorlesung an. Wenn es sich auch weder  – wie vielfach behauptet  – um die erste deutschsprachige Vorlesungsankündigung noch um die erste Vorlesung in deutscher Sprache handelte, löste diese doch ebenso wie eine weitere Vorlesung über die Mängel der aristotelischen Ethik aus dem Jahr 1688 und die zwischen 1688 und 1689 publizierten Monats-Gespräche heftige Reaktionen der führenden Vertreter der Leipziger lutherischen Orthodoxie (Valentin Alberti, August Pfeiffer und Johann Benedikt Carpzov) aus. Thomasius selbst beschreibt die Reaktionen im Abstand von 30 Jahren folgendermaßen:

„Als ich für ohngefehr dreyszig Jahren ein teutsch Programma in Leipzig an das schwartze Bret schlug, in welchem ich andeutete, daß ich über des Gracians Homme de cour lesen wolte, was ware da nicht für ein entsetzliches lamentiren! Denckt doch! ein teutsch Programma an das lateinische schwartze Bret der löbl Universität. Ein solcher Greuel ist nicht erhöret worden, weil die Universität gestanden. Ich muste damahls in Gefahr stehen, daß man nicht gar solenni processione das löbliche schwartze Bret mit Weyhwasser besprengte.“

In der Folge verschärften sich die Auseinandersetzungen. Der dänische König Christian V. bezichtigte Thomasius des Hochverrats. Thomasius musste sich einer Anklage mit dem Vorwurf des Atheismus erwehren. Die Situation eskalierte mit der Publikation einer Schrift im Jahr 1689, in der Thomasius auf die höfische Politik einzuwirken versuchte und in einem Eherechtsstreit Position gegen den kursächsischen Hof bezog. In der Folge wurde Thomasius im März 1690 mit einem Lehr- und Publikationsverbot im Kurfürstentum Sachsen belegt. Thomasius verließ daraufhin Leipzig und siedelte in das kurbrandenburgische Halle über.

### Zeit in Halle

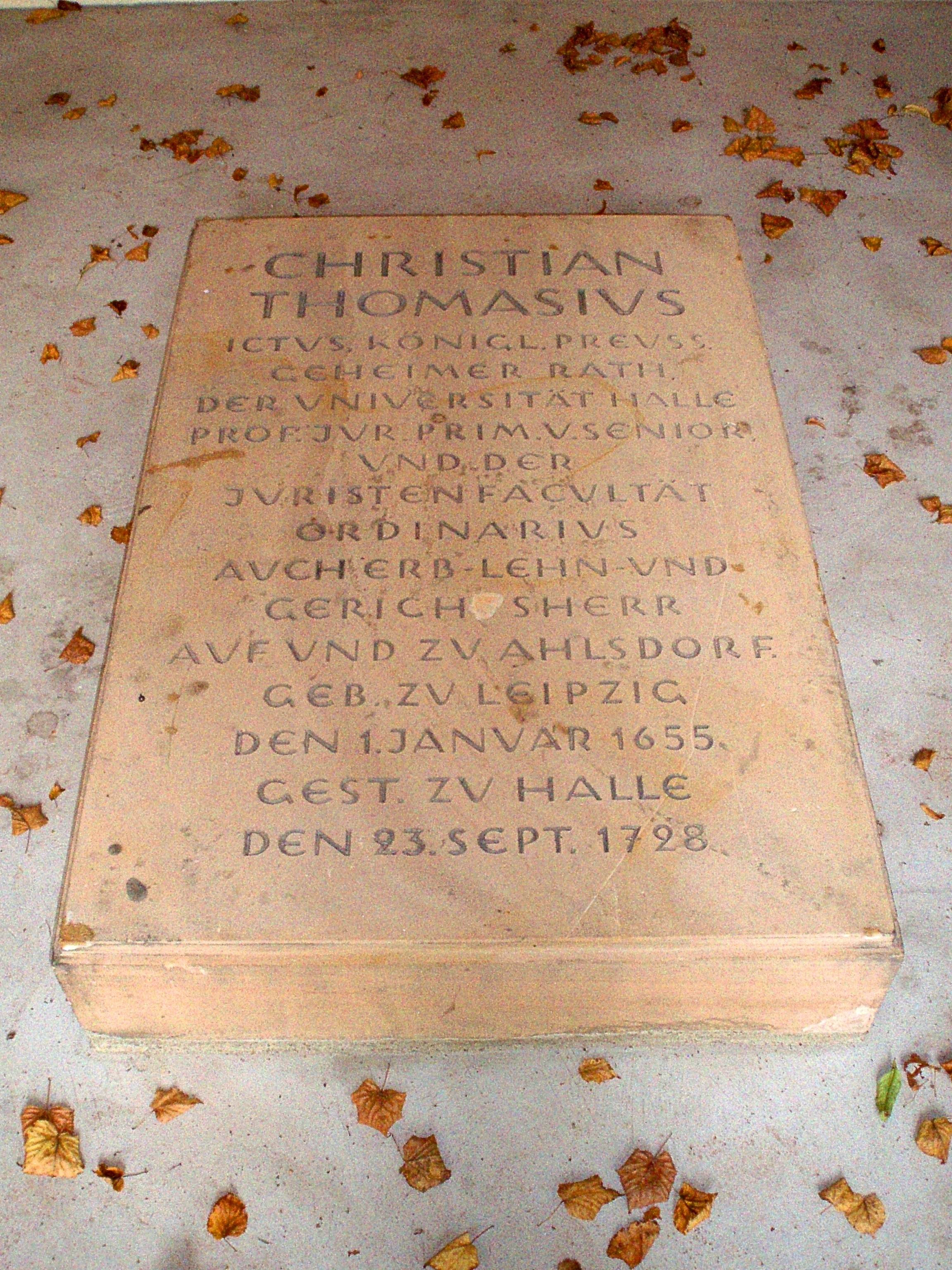
Grab des Christian Thomasius auf dem Stadtgottesacker in Halle (Saale).

Im April 1690 wurde Thomasius zum Kurfürstlichen Rat ernannt. Er hielt juristische und philosophische Vorlesungen an der Ritterakademie in Halle und wurde so zum Gründungsmitglied der Juristischen Fakultät der Friedrichs-Universität Halle, die auf wesentliches Betreiben Thomasius’ von Kurfürst Friedrich III. von Brandenburg gestiftet und am 11. Juli 1694 in der Ratswaage am Halleschen Marktplatz feierlich eröffnet wurde.
Engen Austausch pflegte er mit A. H. Francke, dem Hauptvertreter des Hallischen Pietismus. 1714 war er in die preußischen Reformbestrebungen Friedrich Wilhelms I. für eine einheitliche Privatrechtgesetzgebung involviert, die allerdings aufgrund Thomasius’ Bedenken letztlich nicht vorangetrieben wurden.
Christian Thomasius starb am 23. September 1728 in Halle im Alter von 73 Jahren. Sein Grab befindet sich auf dem hallischen Stadtgottesacker.
Ein repräsentatives Gebäude der Martin-Luther-Universität Halle trägt den Namen Thomasianum. 1991 wurde das Stadtgymnasium Halle in Christian-Thomasius-Gymnasium umbenannt.

## Werk

### Monats-Gespräche (1688–1690)
Im Januar 1688 erschien seine Zeitschrift Monatsgespräche in deutscher Sprache. Die Zeitschrift erschien monatlich mit einer Druckauflage von circa 3.000 Exemplaren. Man kann sie als eine sogenannte Individualzeitschrift bezeichnen, da Thomasius der alleinige Verfasser war. Im ersten Jahr veröffentlichte er die Monatsgespräche unter einem Pseudonym, im zweiten unter seinem vollen Namen. Diese Zeitschrift sollte im Gegensatz zu den vorherigen Gelehrtenzeitschriften zugleich unterhaltend und belehrend sein. Sie wurde in einem etwas leichteren sprachlichen Stil, jedoch mit fremdsprachlichen Passagen (lateinisch oder französisch), geschrieben. Außerdem wurde mit den Stilmitteln der Ironie und gelegentlich der Satire gearbeitet. Thomasius schreibt in Form von Gesprächen – die Gesprächspartner darin haben grundsätzlich verschiedene Standpunkte; durch dieses Stilmittel gelingt es Thomasius, die verschiedenen Meinungen darzustellen, und er hat sich dieser Form immer wieder bedient.
Bücher wurden hier nicht einfach nur vorgestellt, sondern kritisch besprochen. Die Werke stammen aus den Bereichen der Rechtswissenschaften, der Philosophie, der Geschichte, der Theologie und der Politik, gelegentlich der Medizin. Dazu kamen aber auch Rezensionen von belletristischen Werken, was in einer Gelehrtenzeitschrift neu war.
Seine Professorenkollegen in Leipzig klagten gegen diese Zeitschrift, da sie sich durch die Karikaturen und Kritiken persönlich angegriffen fühlten. Thomasius provozierte die Gelehrtenwelt mit seinen Darstellungen und Besprechungen sowie mit seiner Missachtung von damaligen Konventionen. 1690 wurde die Monatsgespräche schon wieder eingestellt, als sich das Nachbarland Dänemark vehement über die Zeitschrift beschwerte. Thomasius musste deswegen nach Berlin flüchten. 1690 veröffentlichte der Verlag Christoph Saalfeld eine Zusammenfassung der gesamten Ausgaben.

### Juristische und philosophische Schriften
In seinem Werk Summarischer Entwurff Derer Grund-Lehren/ Die einem Studioso Iuris zu wissen/ und auff Universitäten zu lernen nöthig versammelte Thomasius 1699 seine juristischen Anschauungen. Im November 1701 erschien sein De crimine magiae, in dem er nicht nur die Beweisbarkeit, sondern letztendlich die Möglichkeit des Teufelsbündnisses verwarf. Er forderte, nachdem er sich nach vorheriger Lektüre der Kommentarien von Benedikt Carpzov mit der Apologie pour tous les grands personnages qui ont été soupçonnés de Magie von Gabriel Naudé und der Cautio Criminalis des Friedrich Spee beschäftigt hatte, die Abschaffung aller Hexenprozesse, während zeitgleich etwa Friedrich Hoffmann an derselben Universität die Hexenlehre weiterhin wissenschaftlich betrieb und die lutheranische Orthodoxie sich zum Verfassen wütender Pamphlete veranlasst sah.
Thomasius kämpfte im deutschen Privatrecht gegen die unvoreingenommene Gültigkeit des römischen Rechtes an. Er brach auch mit der herkömmlichen Konzeption der Naturrechtslehre und entwickelte dabei eigene Ansätze, die er Hugo Grotius beziehungsweise Samuel von Pufendorf gegenüberstellte. Großen Wert legte er auf eine strikte Trennung von Recht und Moral. Das veranlasste ihn dazu, alle Elemente der durch Kirche geprägten Ethik als Bestandteil des ius divinum in das Ermessen des persönlichen Gewissens des Einzelnen zu verschieben. In Anlehnung an den durch A. H. Francke geprägten hallischen Pietismus erweiterte Thomasius diesen Pessimismus auf die Wertgefüge hergebrachter sozialer Konventionen und trennte ebenso rigoros die Sittlichkeit vom Recht ab. Damit war dem Naturrecht nach seiner Auffassung sogar in der säkularen Variante eines Vernunftrechts der Boden entzogen.
Ebenso widersprach er zahlreichen diskutierten Einzelfragen des Zivilrechts, welches er vom Ansatz des usus modernus pandectarum her vertrat. Die Einsicht in die Bedeutung des heimischen Rechtes übertrug er in seiner 1708 erschienenen Schrift Selecta Feudalia auch auf das Feudalrecht, später auf das Staats- beziehungsweise Strafrecht. 1709 wurde Thomasius zum Geheimen Justizrat ernannt und 1710 zum Nachfolger von Samuel Stryk als Direktor der Universität Halle auf Lebenszeit berufen.
In seinen Schriften Institutiones iurisprudentiae divinae und Fundamenta iuris naturae et gentium legt Thomasius seine politische Theorie dar. In der Tradition von Thomas Hobbes geht er erst auf den einzelnen Menschen ein; das menschliche Wollen wird ihm zufolge triebhaft durch die Lust (voluptas), die Habgier (avaritia) und den Ehrgeiz (ambitio) bestimmt. Der Mensch ist also im Wollen nicht frei, doch es bleibt ihm der Verstand, der durch Hoffnung und Angst geleitet ist. Vom Einzelnen ausgehend betrachtet Thomasius die Gesellschaft: Durch das individuelle Glücksstreben muss es seiner Meinung nach zu Kollisionen kommen. Nicht im Naturzustand, sondern nur in einer politischen Gemeinschaft könne deswegen erst Ordnung etabliert werden; einerseits durch die Unterdrückung der individuellen Leidenschaften, andererseits durch die Stärkung der Neigung zum Zusammenleben. Friede, Sicherheit und Wohlstand sind somit die Ziele eines Staates. Diesem liegt nach Thomasius als Frühaufklärer neben einem Gesellschaftsvertrag (pactum unionis) auch noch ein Unterwerfungsvertrag (pactum subiectionis) zugrunde. Thomasius plädiert noch nicht für eine Teilung der Gewalt des Staates, sondern für einen dem Wohle des Staates verpflichteten aufgeklärten Absolutismus.
Im Gegensatz zu den eher romanistischen Theoremen eines Christian Wolff nahmen die Ideen und Konzepte Thomasius’ kaum Einfluss auf die Ende des 18. Jahrhunderts einsetzende Gesetzgebung. Nach Auffassung Wieackers musste das Aufbegehren Thomasius’ gegen den naturrechtlichen Idealismus letztlich erfolglos bleiben, weil bereits die Methode unzureichend gewesen sei, mit der er die Unzulässigkeit der in der Naturrechtslehre enthaltenen absoluten Postulate nachweisen wollte. Anders Kant. Kant habe mit seiner Rechtslehre zu den metaphysischen Anfangsgründen der Kritik der praktischen Vernunft zu Recht nämlich auf einen relativen Aspekt hingewiesen, den der „Situationsbedingtheit“ materialer ethischer Entscheidungen. Diese Relativität implizierte, dass Naturrecht sich dem geschichtlichen Recht der Nationen gegenüber nur unkritisch verhalten konnte. Dem aufgeklärten Gesetzgeber stellte sich eine im Mark erschütterte Rechtsmetaphysik des älteren Naturrechts sowie des Vernunftrechts dar.

### Universitätsreform
Zu den zentralen Leistungen von Thomasius gehören auch erste Ansätze zu einem Umbau der scholastischen Universität zu einer modernen Ausbildungsuniversität. Deshalb und wegen des Ansehens, das die Universität Halle durch Thomasius gewonnen hatte, ließen sich im 18. Jahrhundert diejenigen, die später die höheren Beamten des preußischen Staates wurden, dort ausbilden hin und nicht länger – wie zuvor – zumeist an der Brandenburgische Universität Frankfurt. Universitäres Wissen wird bei Thomasius nicht mehr in erster Linie im Rahmen des polyhistorischen Ideals der Gelehrsamkeit, sondern praxiologisch zur Selbstbehauptung eines als bürgerlich verstandenen Individuums begriffen. Die gelehrte Fähigkeit der Urteilsbildung soll daher nicht mehr vorrangig der Einordnung des Wissens in eine universale Enzyklopädie dienen, sondern der kritischen Selektion im Hinblick auf den gesellschaftlichen Nutzen. Zugleich wird die gelehrte Gedächtnisleistung abgewertet und von Thomasius auf ein mechanisches Auswendiglernen reduziert. An die Stelle einer bloßen Sammlung und Archivierung des universitären Wissens soll dessen publizistische Zirkulation treten, was bei Thomasius in seinem Interesse an dem erstarkenden Zeitschriftenwesen und in der Adressierung eines über die Gelehrtenkreise hinausgehenden Publikums zum Ausdruck kommt.
Einen wichtigen Hintergrund für den Umbau des gelehrten Ideals bei Thomasius bildet die Rezeption der höfischen Klugheitslehre, insbesondere von Baltasar Gracián, die der berühmten Vorlesung auf Deutsch von 1687 zugrunde lag. Während im Zentrum der höfischen Klugheitslehre die Kunst der Verstellung steht, setzt Thomasius in seinen Schriften zur politischen Klugheit dagegen das Ideal der Kooperation. Klug ist demnach nicht mehr, wer andere ohne deren Wissen zum Handeln für seine Zwecke motivieren kann, sondern wer zur richtigen Zeit seine Hilfe anbietet, um selbst gegebenenfalls die Hilfe anderer in Anspruch nehmen zu können. Voraussetzung für das Gelingen dieses Ideals ist nicht Verstellung, sondern Transparenz. In einem Schreiben von 1692 an Friedrich III., Kurfürst von Brandenburg, kündigt Thomasius dazu die Erfindung einer „höchstnötigen Wissenschaft“ an, die das „Verborgene des Herzens anderer Menschen auch wider ihren Willen aus der täglichen Konversation zu erkennen“ lehren soll. Mit diesem Projekt und seinen psychologischen Schriften weist Thomasius nicht nur auf die Ideale der Aufklärung voraus, sondern nimmt auch die zahlreichen Versuche im 18. Jahrhundert vorweg, die inneren Zustände und Motivationen des Subjekts wissenschaftlich zu erschließen.

## Publikationen (Auswahl)

### Monographien
- Von der Nachahmung der Franzosen (1687)
- Institutiones iurisprudentiae divinae (1688)
- Einleitung zur Hoff=Philosophie (1688)
- Monatsgespräche (1688–1690)
- Von der Kunst Vernünfftig und Tugendhafft zu lieben. Als dem eintzigen Mittel zu einen glückseligen/ galanten und vergnügten Leben zu gelangen / Oder Einleitung Zur SittenLehre. Salfeld, Halle 1692. (Digitalisat und Volltext im Deutschen Textarchiv)
- Das Recht Evangelischer Fürsten In Theologischen Streitigkeiten (Digitalisat) Dissertation von Enno Rudolph Brenneysen
- Ausübung der Sittenlehre. Salfeld, Halle 1696. (Digitalisat und Volltext im Deutschen Textarchiv)
- Einleitung zu der Vernunfft-Lehre. Salfeld, Halle 1691. (Digitalisat und Volltext im Deutschen Textarchiv)
- Ausübung der Vernunfft-Lehre. Halle 1691. (Digitalisat und Volltext im Deutschen Textarchiv)
- Versuch vom Wesen des Geistes (1699)
- Summarischer Entwurf der Grundregeln, die einem studioso juris zu wissen nöthig (1699)
- De crimine magiae (1701; Volltext der Bibliotheca Augustana)
- Fundamenta iuris naturae et gentium (1705)
- Kurtzer Entwurff der Politischen Klugheit (1705)
- Selecta Feudalia (1708)
- Vom Recht des Schlafens und Träumens (1710)

### Vorlesungen
- Christian Thomas eröffnet Der Studirenden Jugend zu Leipzig in einem Discours Welcher Gestalt man denen Frantzosen in gemeinem Leben und Wandel nachahmen solle? ein Collegium über des Gratians Grund-Reguln/ Vernünfftig/ klug und artig zu leben. [Leipzig] [ca. 1690]. Digitalisierte Ausgabe der Sächsischen Landesbibliothek – Staats- und Universitätsbibliothek Dresden, Digitalisat und Volltext im Deutschen Textarchiv im Deutschen Textarchiv
- Christian Thomas Eröffnet Der Studierenden Jugend Zu Leipzig In einem Discours Von denen Mängeln derer heutigen Academien, absonderlich aber der Jurisprudenz Zwey Collegia Ein Disputatorium über seine Prudentiam ratiocinandi und ein Lectorium nach einer sonderbaren methode über die Institutiones Iustinianeas. Halle 1688. Digitalisierte Ausgabe der Staatsbibliothek zu Berlin
- Christian Thomas Eröffnet Der Studierenden Jugend zu Leipzig/ In einem Discours Von denen Mängeln der Aristotelischen Ethic, und von andern das Ius publicum betreffenden Sachen/ Zwey Collegia Uber die Christliche Sitten-Lehre und über das Ius Publicum. Leipzig 1688. Digitalisierte Ausgabe der Staatsbibliothek zu Berlin
- Christian Thomas Eröffnet Der Studierenden Jugend Einen Vorschlag/ Wie er einen Jungen Menschen/ der sich ernstlich fürgesetzt/ Gott und der Welt dermahleins in vita civili rechtschaffen zu dienen/ und als ein honnet und galant homme zu leben/ binnen dreyen Jahre Frist in der Philosophie und singulis Jurisprudentiae partibus zu informiren gesonnen sey. Halle 1689. Digitalisierte Ausgabe der Staatsbibliothek zu Berlin
- Christian Thomas/ ICtus und Chur-Brandenb. Rath eröffnet Der studierenden Jugend in Halle in einen gemischten Discurs Fünff neue Collegia die er nach der Leipziger Oster-Meße daselbst anzufangen gesonnen. Halle [1691]. Digitalisierte Ausgabe der Staatsbibliothek zu Berlin

### Übersetzungen
- Das Ebenbild eines wahren und ohnpedantischen Philosophi, oder Das Leben Socratis, aus dem Frantzösischen des Herrn Charpentier ins Teutsche übersetzt von Christian Thomas, Halle 1693. – (Übersetzung von François Charpentier: Les Choses mémorables de Socrate, ouvrage de Xénophon, traduit de grec en françois, avec la Vie de Socrate, nouvellement composée et recueillie des plus célèbres autheurs de l’Antiquité, Paris 1650, 3. Auflage 1699)

### Weiteres
- Vorrede zu Johann Gottfried Zeidler: Pantomysterium, oder das Neue vom Jahre in der Wündschelruthe Als einem allgemeinen Werckzeuge Menschlicher verborgenen Wissenschafft. Hall in Magdeburg 1700 (Digitalisierte Ausgabe der Sächsischen Landesbibliothek).